# Élections présidentielles sous la Cinquième République en Corrèze
Depuis l'adoption de la Constitution de la Cinquième République française en 1958, dix élections présidentielles ont eu lieu afin d'élire le président de la République. Cette page présente les résultats de ces élections dans la Corrèze.

## Synthèse des résultats du second tour
Hormis en 1995 qui a vu la victoire de Jacques Chirac, la Corrèze vote traditionnellement plus à gauche que la France. Elle a en particulier placé François Mitterrand en tête au second tour lors des élections de 1965 et 1974 et Ségolène Royal lors de celle de 2007. En 2012, François Hollande obtient plus de 13 points de plus qu'au niveau national. En 2017, Emmanuel Macron obtient 5 points de plus qu'au niveau national.
| année | Répartition des exprimés | Répartition des exprimés | Participation (% des inscrits) | Blancs ou nuls (% des votants) |

| 2022 | Emmanuel Macron (55,78 %) (France : 58,55 %) | Marine Le Pen (44,22 %) (France : 41,45 %) | 76,84 % (France : 71,99 %) | 10,69 % (France : 6,23 %) |

| 2017 | Emmanuel Macron (71 %) (France : 66,10 %) | Marine Le Pen (29 %) (France : 33,90 %) | 79,4 % (France : 77,77 %) | 2,89 % (France : 2,47 %) |

| 2012 | François Hollande (64,86 %) (France : 51,64 %) | Nicolas Sarkozy (35,14 %) (France : 48,36 %) | 85,36 % (France : 80,35 %) | 2,05 % (France : 5,82 %) |

| 2007 | Nicolas Sarkozy (47,01 %) (France : 53,06 %) | Ségolène Royal (52,99 %) (France : 46,94 %) | 87,01 % (France : 83,97 %) | 1,85 % (France : 4,20 %) |

| 2002 | Jacques Chirac (90,89 %) (France : 82,21 %) | J.-M. Le Pen (9,11 %) (France : 17,79 %) | 79,63 % (France : 79,71 %) | 4,1 % (France : 3,38 %) |

| 1995 | Jacques Chirac (61,37 %) (France : 52,64 %) | Lionel Jospin (38,63 %) (France : 47,36 %) | 85,81 % (France : 78,38 %) | 2,15 % (France : 2,81 %) |

| 1988 | François Mitterrand (50,89 %) (France : 54,02 %) | Jacques Chirac (49,11 %) (France : 45,98 % %) | 87,52 % (France : 81,35 %) | 1,91 % (France : 2,00 %) |

| 1981 | François Mitterrand (59,83 %) (France : 51,76 %) | Valéry Giscard d'Estaing (40,17 %) (France : 48,24 %) | 86,6 % (France : 81,09 %) | 1,11 % (France : 1,62 %) |

| 1974 | Valéry Giscard d'Estaing (44,44 %) (France : 50,81 %) | François Mitterrand (55,56 %) (France : 49,19 %) | 86,58 % (France : 84,23 %) | 0,84 % (France : 0,92 %) |

| 1969 | Georges Pompidou (64,43 %) (France : 58,21 %) | Alain Poher (35,57 %) (France : 41,79 %) | 80,72 % (France : 77,59 %) | 1,11 % (France : 1,29 %) |

| 1965 | Charles de Gaulle (45,55 %) (France : 55,20 %) | François Mitterrand (54,45 %) (France : 44,80 %) | 83,61 % (France : 84,75 %) | 0,82 % (France : 1,01 %) |

|  | ▲ |

## Résultats détaillés par scrutin

### 2022
Arrivé en tête du premier tour, le président sortant Emmanuel Macron (27,85 %) affronte Marine Le Pen (23,15 %), un duel identique à celui du scrutin de 2017. C'est la deuxième fois qu'un second tour opposant les mêmes candidats à deux scrutins présidentiels consécutifs a lieu après ceux où se sont affrontés Valéry Giscard d'Estaing et François Mitterrand en 1974 et 1981.
En troisième position avec 21,95 % des voix, Jean-Luc Mélenchon réalise le score le plus élevé de ses trois candidatures et arrive largement en tête de la gauche, mais échoue à accéder au second tour, avec environ 400 000 voix de moins que Marine Le Pen.
Une nouvelle fois, les partis politiques traditionnels sont absents du second tour, dans des proportions encore plus importantes que lors de la précédente élection. Le Parti socialiste et Les Républicains, représentés respectivement par Anne Hidalgo et Valérie Pécresse, s'effondrent avec des scores historiquement faibles et n'atteignent pas le seuil des 5 %, condition permettant d'être remboursé des frais de campagne.
Pour la première fois, les candidatures classées à l'extrême droite dépassent le seuil de 30 % des suffrages exprimés au premier tour tandis que les sondages d'opinion laissent annoncer un duel serré face au président sortant, la possibilité d'une victoire pour Marine Le Pen étant pour la première fois envisagée par ceux-ci.
Le second tour voit Emmanuel Macron l'emporter par 58,55 % des suffrages exprimés, permettant ainsi au président sortant d'entamer un second mandat. Le septennat ayant été aboli en 2000, il devient ainsi le premier président de la République française à être réélu pour un deuxième quinquennat, le deuxième président de la Cinquième République réélu hors période de cohabitation et le quatrième président de la Cinquième République réélu.
Dans la Corrèze, Emmanuel Macron arrive en tête du premier tour avec 23,23 % des exprimés, suivi de Marine Le Pen (22,20 %) Jean-Luc Mélenchon (19,45 %), Valérie Pécresse (8,61 %) et Jean Lassalle (7,14 %). Au second tour, les électeurs ont voté à 55,78% pour Emmanuel Macron contre 44,22% pour Marine Le Pen avec un taux de participation de 76,84 % des inscrits.
| Candidats                | Candidats                | Partis                   | Premier tour | Premier tour | Second tour | Second tour |
| Candidats                | Candidats                | Partis                   | Voix         | %            | Voix        | %           |
| ------------------------ | ------------------------ | ------------------------ | ------------ | ------------ | ----------- | ----------- |
|                          | Emmanuel Macron          | LREM                     | 33 125       | 23,23        | 68 272      | 55,78       |
|                          | Marine Le Pen            | RN                       | 31 658       | 22,20        | 54 131      | 44,22       |
|                          | Jean-Luc Mélenchon       | LFI                      | 27 731       | 19,45        |             |             |
|                          | Valérie Pécresse         | LR                       | 12 278       | 8,61         |             |             |
|                          | Jean Lassalle            | RES                      | 10 177       | 7,14         |             |             |
|                          | Éric Zemmour             | REC                      | 8 012        | 5,62         |             |             |
|                          | Fabien Roussel           | PCF                      | 6 292        | 4,41         |             |             |
|                          | Yannick Jadot            | EELV                     | 5 040        | 3,53         |             |             |
|                          | Anne Hidalgo             | PS                       | 3 605        | 2,53         |             |             |
|                          | Nicolas Dupont-Aignan    | DLF                      | 2 618        | 1,84         |             |             |
|                          | Philippe Poutou          | NPA                      | 1 179        | 0,83         |             |             |
|                          | Nathalie Arthaud         | LO                       | 885          | 0,62         |             |             |
|                          |                          |                          |              |              |             |             |
| Votes valides            | Votes valides            | Votes valides            | 142 600      | 97,27        | 122 403     | 86,09       |
| Votes blancs             | Votes blancs             | Votes blancs             | 2 517        | 1,72         | 12 700      | 8,93        |
| Votes nuls               | Votes nuls               | Votes nuls               | 1 485        | 1,01         | 7 077       | 4,98        |
| Total                    | Total                    | Total                    | 146 602      | 100          | 142 180     | 100         |
| Abstention               | Abstention               | Abstention               | 38 430       | 20,77        | 42 851      | 23,16       |
| Inscrits / participation | Inscrits / participation | Inscrits / participation | 185 032      | 79,23        | 185 031     | 76,84       |

### 2017
Le premier tour de l'élection présidentielle de 2017 voit s'affronter onze candidats. Emmanuel Macron arrive en tête devant Marine Le Pen et tous deux se qualifient pour le second tour. Néanmoins, avec François Fillon et Jean-Luc Mélenchon, les scores des quatre candidats ayant recueilli le plus de voix sont serrés (4,43 points entre le 1er et le 4e). Pour la première fois, aucun des candidats des deux partis politiques pourvoyeurs jusque-là des présidents de la Ve République, n'est présent au second tour. Celui-ci se tient le dimanche 7 mai et se solde par la victoire d'Emmanuel Macron, avec un total de 20 753 798 bulletins de vote en sa faveur, soit 66,10 % des suffrages exprimés, face à la candidate du Front national, qui recueille 33,90 %. Le scrutin est néanmoins marqué par une forte abstention et par un record de votes blancs ou nuls. 
Dans la Corrèze, Emmanuel Macron arrive en tête du premier tour avec 26,93 % des exprimés, suivi de Jean-Luc Mélenchon (20,85 %), François Fillon (17,46 %), Marine Le Pen (17,34 %) et Benoît Hamon (6,36 %). Au second tour, les électeurs ont voté à 71 % pour Emmanuel Macron contre 29 % pour Marine Le Pen avec un taux de participation de 79,4 % des inscrits.
|             | EM          | Emmanuel Macron       | 39 218  | 26,93 %    | 88 029  | 71 %       |  |  |
|             | LFi         | Jean-Luc Mélenchon    | 30 357  | 20,85 %    |         |            |  |  |
|             | LR          | François Fillon       | 25 427  | 17,46 %    |         |            |  |  |
|             | FN          | Marine Le Pen         | 25 253  | 17,34 %    | 35 955  | 29 %       |  |  |
|             | PS          | Benoît Hamon          | 9 263   | 6,36 %     |         |            |  |  |
|             | DlF         | Nicolas Dupont-Aignan | 7 049   | 4,84 %     |         |            |  |  |
|             | RES         | Jean Lassalle         | 4 253   | 2,92 %     |         |            |  |  |
|             | NPA         | Philippe Poutou       | 2 319   | 1,59 %     |         |            |  |  |
|             | UPR         | François Asselineau   | 1 094   | 0,75 %     |         |            |  |  |
|             | LO          | Nathalie Arthaud      | 1 051   | 0,72 %     |         |            |  |  |
|             | SeP         | Jacques Cheminade     | 329     | 0,23 %     |         |            |  |  |
|             |             |                       |         |            |         |            |  |  |
|             |             |                       | Nombre  | % inscrits | Nombre  | % inscrits |  |  |
| Inscrits    | Inscrits    | Inscrits              | 185 277 |            | 185 245 |            |  |  |
| Abstentions | Abstentions | Abstentions           | 34 299  | 18,51 %    | 38 160  | 20,6 %     |  |  |
| Votants     | Votants     | Votants               | 150 978 | 81,49 %    | 147 085 | 79,4 %     |  |  |
|             |             |                       |         |            |         |            |  |  |
|             |             |                       |         | % votants  |         | % votants  |  |  |
| Blancs      | Blancs      | Blancs                | 3 429   | 1,85 %     | 15 135  | 8,17 %     |  |  |
| Nuls        | Nuls        | Nuls                  | 1 936   | 1,04 %     | 7 966   | 4,3 %      |  |  |
| Exprimés    | Exprimés    | Exprimés              | 145 613 | 78,59 %    | 123 984 | 66,93 %    |  |  |

### 2012
Hollande, désigné par le PS à la suite d'une primaire ouverte, devance Sarkozy dès le premier tour de l'élection présidentielle de 2012 : c'est la première fois qu'un président sortant est ainsi devancé. Au second tour, Sarkozy est battu mais par un écart plus faible qu'attendu.
Dans la Corrèze, François Hollande arrive en tête du premier tour avec 42,97 % des exprimés, suivi de Nicolas Sarkozy (21,59 %), Marine Le Pen (13,31 %), Jean-Luc Mélenchon (10,55 %) et François Bayrou (6,93 %). Au second tour, les électeurs ont voté à 64,86 % pour François Hollande contre 35,14 % pour Nicolas Sarkozy avec un taux de participation de 86,35 % des inscrits.
|                | PS             | François Hollande     | 67 070  | 42,97 %    | 98 764  | 64,86 %    |  |  |
|                | UMP            | Nicolas Sarkozy       | 33 706  | 21,59 %    | 53 502  | 35,14 %    |  |  |
|                | FN             | Marine Le Pen         | 20 784  | 13,31 %    |         |            |  |  |
|                | FG             | Jean-Luc Mélenchon    | 16 462  | 10,55 %    |         |            |  |  |
|                | MoDem          | François Bayrou       | 10 824  | 6,93 %     |         |            |  |  |
|                | DLF            | Nicolas Dupont-Aignan | 2 577   | 1,65 %     |         |            |  |  |
|                | EELV           | Éva Joly              | 2 155   | 1,38 %     |         |            |  |  |
|                | NPA            | Philippe Poutou       | 1 581   | 1,01 %     |         |            |  |  |
|                | LO             | Nathalie Arthaud      | 659     | 0,42 %     |         |            |  |  |
|                | S&P            | Jacques Cheminade     | 277     | 0,18 %     |         |            |  |  |
|                |                |                       |         |            |         |            |  |  |
|                |                |                       | Nombre  | % inscrits | Nombre  | % inscrits |  |  |
| Inscrits       | Inscrits       | Inscrits              | 186 701 |            | 186 621 |            |  |  |
| Abstentions    | Abstentions    | Abstentions           | 27 332  | 14,64 %    | 25 469  | 13,65 %    |  |  |
| Votants        | Votants        | Votants               | 159 369 | 85,36 %    | 161 152 | 86,35 %    |  |  |
|                |                |                       |         |            |         |            |  |  |
|                |                |                       |         | % votants  |         | % votants  |  |  |
| Blancs ou nuls | Blancs ou nuls | Blancs ou nuls        | 3 274   | 2,05 %     | 8 886   | 5,51 %     |  |  |
| Exprimés       | Exprimés       | Exprimés              | 156 095 | 97,95 %    | 152 266 | 97,95 %    |  |  |

### 2007
Au premier tour de l'élection présidentielle de 2007, Sarkozy réussit à capter une partie des voix de Le Pen et arrive largement en tête. Royal est la première femme qualifiée pour le second tour d'une élection présidentielle. Elle est battue avec une avance de 6 points.
Dans la Corrèze, Ségolène Royal arrive en tête du premier tour avec 29,73 % des exprimés, suivie de Nicolas Sarkozy (28,04 %), François Bayrou (17,99 %), Jean-Marie Le Pen (7,58 %) et Olivier Besancenot (4,5 %). Au second tour, les électeurs ont voté à 47,01 % pour Nicolas Sarkozy contre 52,99 % pour Ségolène Royal avec un taux de participation de 87,9 % des inscrits.
|                | PS             | Ségolène Royal       | 47 538  | 29,73 %    | 82 909  | 52,99 %    |  |  |
|                | UMP            | Nicolas Sarkozy      | 44 839  | 28,04 %    | 73 548  | 47,01 %    |  |  |
|                | UDF            | François Bayrou      | 28 765  | 17,99 %    |         |            |  |  |
|                | FN             | Jean-Marie Le Pen    | 12 125  | 7,58 %     |         |            |  |  |
|                | LCR            | Olivier Besancenot   | 7 193   | 4,5 %      |         |            |  |  |
|                | GPA            | Marie-George Buffet  | 6 176   | 3,86 %     |         |            |  |  |
|                | MPF            | Philippe de Villiers | 3 415   | 2,14 %     |         |            |  |  |
|                | CPNT           | Frédéric Nihous      | 3 065   | 1,92 %     |         |            |  |  |
|                | SE             | José Bové            | 2 196   | 1,37 %     |         |            |  |  |
|                | LO             | Arlette Laguiller    | 1 926   | 1,2 %      |         |            |  |  |
|                | Les Verts      | Dominique Voynet     | 1 890   | 1,18 %     |         |            |  |  |
|                | CNRSP          | Gérard Schivardi     | 781     | 0,49 %     |         |            |  |  |
|                |                |                      |         |            |         |            |  |  |
|                |                |                      | Nombre  | % inscrits | Nombre  | % inscrits |  |  |
| Inscrits       | Inscrits       | Inscrits             | 187 233 |            | 187 179 |            |  |  |
| Abstentions    | Abstentions    | Abstentions          | 24 314  | 12,99 %    | 22 651  | 12,1 %     |  |  |
| Votants        | Votants        | Votants              | 162 919 | 87,01 %    | 164 528 | 87,9 %     |  |  |
|                |                |                      |         |            |         |            |  |  |
|                |                |                      |         | % votants  |         | % votants  |  |  |
| Blancs ou nuls | Blancs ou nuls | Blancs ou nuls       | 3 010   | 1,85 %     | 8 071   | 4,91 %     |  |  |
| Exprimés       | Exprimés       | Exprimés             | 159 909 | 98,15 %    | 156 457 | 95,09 %    |  |  |

### 2002
Après cinq années de cohabitation, un duel est attendu entre Chirac et le Premier ministre Jospin lors de l'élection présidentielle de 2002, mais, à la surprise générale, ce dernier est devancé par Le Pen au premier tour. Au second tour, Chirac bénéficie du ralliement de la gauche et reçoit un score sans précédent. Il s'agit de la première élection pour un mandat de cinq ans et non plus sept.
Dans la Corrèze, Jacques  Chirac arrive en tête du premier tour avec 34,23 % des exprimés, suivi de Lionel  Jospin (16,44 %), Jean-Marie  Le Pen (8,86 %), Robert  Hue (6,88 %) et Jean  Saint-Josse (6,26 %). Au second tour, les électeurs ont voté à 90,89 % pour Jacques  Chirac contre 9,11 % pour Jean-Marie  Le Pen avec un taux de participation de 86,04 % des inscrits.
|                | RPR            | Jacques Chirac          | 48 168  | 34,23 %    | 134 991 | 90,89 %    |  |  |
|                | PS             | Lionel Jospin           | 23 131  | 16,44 %    |         |            |  |  |
|                | FN             | Jean-Marie Le Pen       | 12 463  | 8,86 %     | 13 531  | 9,11 %     |  |  |
|                | PC             | Robert Hue              | 9 685   | 6,88 %     |         |            |  |  |
|                | CPNT           | Jean Saint-Josse        | 8 808   | 6,26 %     |         |            |  |  |
|                | LO             | Arlette Laguiller       | 7 836   | 5,57 %     |         |            |  |  |
|                | LCR            | Olivier Besancenot      | 6 169   | 4,38 %     |         |            |  |  |
|                | MC             | Jean-Pierre Chevènement | 5 461   | 3,88 %     |         |            |  |  |
|                | UDF            | François Bayrou         | 4 613   | 3,28 %     |         |            |  |  |
|                | Les Verts      | Noël Mamère             | 4 572   | 3,25 %     |         |            |  |  |
|                | DL             | Alain Madelin           | 2 813   | 2 %        |         |            |  |  |
|                | Cap21          | Corinne Lepage          | 1 931   | 1,37 %     |         |            |  |  |
|                | PRG            | Christiane Taubira      | 1 918   | 1,36 %     |         |            |  |  |
|                | MNR            | Bruno Mégret            | 1 675   | 1,19 %     |         |            |  |  |
|                | FRS            | Christine Boutin        | 936     | 0,67 %     |         |            |  |  |
|                | PT             | Daniel Gluckstein       | 556     | 0,4 %      |         |            |  |  |
|                |                |                         |         |            |         |            |  |  |
|                |                |                         | Nombre  | % inscrits | Nombre  | % inscrits |  |  |
| Inscrits       | Inscrits       | Inscrits                | 184 277 |            | 184 162 |            |  |  |
| Abstentions    | Abstentions    | Abstentions             | 37 531  | 20,37 %    | 25 706  | 13,96 %    |  |  |
| Votants        | Votants        | Votants                 | 146 746 | 79,63 %    | 158 456 | 86,04 %    |  |  |
|                |                |                         |         |            |         |            |  |  |
|                |                |                         |         | % votants  |         | % votants  |  |  |
| Blancs ou nuls | Blancs ou nuls | Blancs ou nuls          | 6 011   | 4,1 %      | 9 934   | 6,27 %     |  |  |
| Exprimés       | Exprimés       | Exprimés                | 140 735 | 95,9 %     | 148 522 | 93,73 %    |  |  |

### 1995
Après une nouvelle cohabitation et alors que la droite est particulièrement divisée entre Chirac et le Premier ministre Balladur, Jospin réussit à arriver en tête au premier tour de l'élection présidentielle de 1995, malgré la très lourde défaite de la gauche aux législatives de 1993. Au second tour, il est battu par Chirac.
Dans la Corrèze, Jacques Chirac arrive en tête du premier tour avec 49,3 % des exprimés, suivi de Lionel Jospin (19,86 %), Robert Hue (13,98 %), Édouard Balladur (4,61 %) et Jean-Marie Le Pen (4,58 %). Au second tour, les électeurs ont voté à 61,37 % pour Jacques Chirac contre 38,63 % pour Lionel Jospin avec un taux de participation de 87,57 % des inscrits.
|                | RPR            | Jacques Chirac       | 76 632  | 49,3 %     | 95 569  | 61,37 %    |  |  |
|                | PS             | Lionel Jospin        | 30 869  | 19,86 %    | 60 168  | 38,63 %    |  |  |
|                | PC             | Robert Hue           | 21 729  | 13,98 %    |         |            |  |  |
|                | RPR            | Édouard Balladur     | 7 170   | 4,61 %     |         |            |  |  |
|                | FN             | Jean-Marie Le Pen    | 7 122   | 4,58 %     |         |            |  |  |
|                | LO             | Arlette Laguiller    | 5 323   | 3,42 %     |         |            |  |  |
|                | Les Verts      | Dominique Voynet     | 3 217   | 2,07 %     |         |            |  |  |
|                | MPF            | Philippe de Villiers | 3 035   | 1,95 %     |         |            |  |  |
|                | S&P            | Jacques Cheminade    | 339     | 0,22 %     |         |            |  |  |
|                |                |                      |         |            |         |            |  |  |
|                |                |                      | Nombre  | % inscrits | Nombre  | % inscrits |  |  |
| Inscrits       | Inscrits       | Inscrits             | 185 134 |            | 185 044 |            |  |  |
| Abstentions    | Abstentions    | Abstentions          | 26 277  | 14,19 %    | 23 003  | 12,43 %    |  |  |
| Votants        | Votants        | Votants              | 158 857 | 85,81 %    | 162 041 | 87,57 %    |  |  |
|                |                |                      |         |            |         |            |  |  |
|                |                |                      |         | % votants  |         | % votants  |  |  |
| Blancs ou nuls | Blancs ou nuls | Blancs ou nuls       | 3 421   | 2,15 %     | 6 304   | 3,89 %     |  |  |
| Exprimés       | Exprimés       | Exprimés             | 155 436 | 97,85 %    | 155 737 | 96,11 %    |  |  |

### 1988
Après deux ans de cohabitation, Mitterrand affronte le Premier ministre Chirac lors de l'élection présidentielle de 1988. Le Pen obtient au premier tour un score jusque-là sans précédent pour un parti d'extrême droite. Au second tour, Mitterrand est facilement réélu.
Dans la Corrèze, Jacques Chirac arrive en tête du premier tour avec 39,18 % des exprimés, suivi de François Mitterrand (28,93 %), André Lajoinie (13,67 %), Jean-Marie Le Pen (5,93 %) et Raymond Barre (4,85 %). Au second tour, les électeurs ont voté à 50,89 % pour François Mitterrand contre 49,11 % pour Jacques Chirac avec un taux de participation de 90,39 % des inscrits.
|                | RPR                   | Jacques Chirac      | 62 257  | 39,18 %    | 79 598  | 49,11 %    |  |  |
|                | PS                    | François Mitterrand | 45 965  | 28,93 %    | 82 497  | 50,89 %    |  |  |
|                | PC                    | André Lajoinie      | 21 718  | 13,67 %    |         |            |  |  |
|                | FN                    | Jean-Marie Le Pen   | 9 418   | 5,93 %     |         |            |  |  |
|                | SE                    | Raymond Barre       | 7 703   | 4,85 %     |         |            |  |  |
|                | Communiste rénovateur | Pierre Juquin       | 5 039   | 3,17 %     |         |            |  |  |
|                | Les Verts             | Antoine Waechter    | 3 834   | 2,41 %     |         |            |  |  |
|                | LO                    | Arlette Laguiller   | 2 557   | 1,61 %     |         |            |  |  |
|                | MPT                   | Pierre Boussel      | 412     | 0,26 %     |         |            |  |  |
|                |                       |                     |         |            |         |            |  |  |
|                |                       |                     | Nombre  | % inscrits | Nombre  | % inscrits |  |  |
| Inscrits       | Inscrits              | Inscrits            | 185 099 |            | 184 963 |            |  |  |
| Abstentions    | Abstentions           | Abstentions         | 23 107  | 12,48 %    | 17 778  | 9,61 %     |  |  |
| Votants        | Votants               | Votants             | 161 992 | 87,52 %    | 167 185 | 90,39 %    |  |  |
|                |                       |                     |         |            |         |            |  |  |
|                |                       |                     |         | % votants  |         | % votants  |  |  |
| Blancs ou nuls | Blancs ou nuls        | Blancs ou nuls      | 3 089   | 1,91 %     | 5 090   | 3,04 %     |  |  |
| Exprimés       | Exprimés              | Exprimés            | 158 903 | 98,09 %    | 162 095 | 96,96 %    |  |  |

### 1981
Lors de l'élection présidentielle de 1981, Giscard d'Estaing arrive en tête au premier tour et affronte, comme la fois précédente, Mitterrand. Pour la première fois, un président sortant est battu : Mitterrand devient le premier président de gauche de la Ve République.
Dans la Corrèze, Jacques Chirac arrive en tête du premier tour avec 41,43 % des exprimés, suivi de Georges Marchais (21,86 %), François Mitterrand (20,53 %), Valéry Giscard d'Estaing (9,17 %) et Brice Lalonde (1,96 %). Au second tour, les électeurs ont voté à 55,56 % pour François Mitterrand contre 40,17 % pour Valéry Giscard d'Estaing avec un taux de participation de 88,95 % des inscrits.
|                | RPR            | Jacques Chirac           | 65 311  | 41,43 %    |         |            |  |  |
|                | PC             | Georges Marchais         | 34 459  | 21,86 %    |         |            |  |  |
|                | PS             | François Mitterrand      | 32 362  | 20,53 %    | 92 825  | 59,83 %    |  |  |
|                | UDF            | Valéry Giscard d'Estaing | 14 461  | 9,17 %     | 62 315  | 40,17 %    |  |  |
|                | MEP            | Brice Lalonde            | 3 087   | 1,96 %     |         |            |  |  |
|                | LO             | Arlette Laguiller        | 2 767   | 1,76 %     |         |            |  |  |
|                | MRG            | Michel Crépeau           | 2 062   | 1,31 %     |         |            |  |  |
|                | Divers droite  | Michel Debré             | 1 163   | 0,74 %     |         |            |  |  |
|                | Divers droite  | Marie-France Garaud      | 1 001   | 0,64 %     |         |            |  |  |
|                | PSU            | Huguette Bouchardeau     | 964     | 0,61 %     |         |            |  |  |
|                |                |                          |         |            |         |            |  |  |
|                |                |                          | Nombre  | % inscrits | Nombre  | % inscrits |  |  |
| Inscrits       | Inscrits       | Inscrits                 | 184 072 |            | 184 017 |            |  |  |
| Abstentions    | Abstentions    | Abstentions              | 24 665  | 13,4 %     | 20 342  | 11,05 %    |  |  |
| Votants        | Votants        | Votants                  | 159 407 | 86,6 %     | 163 675 | 88,95 %    |  |  |
|                |                |                          |         |            |         |            |  |  |
|                |                |                          |         | % votants  |         | % votants  |  |  |
| Blancs ou nuls | Blancs ou nuls | Blancs ou nuls           | 1 770   | 1,11 %     | 8 535   | 5,21 %     |  |  |
| Exprimés       | Exprimés       | Exprimés                 | 157 637 | 98,89 %    | 155 140 | 94,79 %    |  |  |

### 1974
L'élection présidentielle de 1974 est une élection anticipée à la suite de la mort de Pompidou. Mitterrand, candidat unique de la gauche, est largement en tête au premier tour devant Giscard d'Estaing, qui distance lui-même Chaban-Delmas. Au terme d'une campagne animée, marquée par un débat télévisé tendu, Giscard d'Estaing l'emporte avec une très courte avance.
Dans la Corrèze, François Mitterrand arrive en tête du premier tour avec 49,74 % des exprimés, suivi de Valéry Giscard d'Estaing (27,89 %), Jacques Chaban-Delmas (15,56 %), Arlette Laguiller (2,95 %) et Jean Royer (1,73 %). Au second tour, les électeurs ont voté à 55,56 % pour François Mitterrand contre 44,44 % pour Valéry Giscard d'Estaing avec un taux de participation de 90,18 % des inscrits.
|                | PS             | François Mitterrand       | 70 585  | 49,74 %    | 81 617  | 55,56 %    |  |  |
|                | RI             | Valéry Giscard d'Estaing' | 39 583  | 27,89 %    | 65 269  | 44,44 %    |  |  |
|                | UDR            | Jacques Chaban-Delmas     | 22 079  | 15,56 %    |         |            |  |  |
|                | LO             | Arlette Laguiller         | 4 190   | 2,95 %     |         |            |  |  |
|                | SE             | Jean Royer                | 2 456   | 1,73 %     |         |            |  |  |
|                | SE, écologiste | René Dumont               | 941     | 0,66 %     |         |            |  |  |
|                | FN             | Jean-Marie Le Pen         | 705     | 0,5 %      |         |            |  |  |
|                | MDSF           | Émile Muller              | 522     | 0,37 %     |         |            |  |  |
|                | FCR            | Alain Krivine             | 405     | 0,29 %     |         |            |  |  |
|                | NAR            | Bertrand Renouvin         | 200     | 0,14 %     |         |            |  |  |
|                | MFE            | Jean-Claude Sebag         | 177     | 0,12 %     |         |            |  |  |
|                |                |                           |         |            |         |            |  |  |
|                |                |                           | Nombre  | % inscrits | Nombre  | % inscrits |  |  |
| Inscrits       | Inscrits       | Inscrits                  | 165 292 |            | 165 132 |            |  |  |
| Abstentions    | Abstentions    | Abstentions               | 22 181  | 13,42 %    | 16 211  | 9,82 %     |  |  |
| Votants        | Votants        | Votants                   | 143 111 | 86,58 %    | 148 921 | 90,18 %    |  |  |
|                |                |                           |         |            |         |            |  |  |
|                |                |                           |         | % votants  |         | % votants  |  |  |
| Blancs ou nuls | Blancs ou nuls | Blancs ou nuls            | 1 197   | 0,84 %     | 2 035   | 1,37 %     |  |  |
| Exprimés       | Exprimés       | Exprimés                  | 141 914 | 99,16 %    | 146 886 | 98,63 %    |  |  |

### 1969
L'élection présidentielle de 1969 est une élection anticipée à la suite de la démission de De Gaulle. La gauche se lance désunie dans la course et, bien que Duclos (PCF) manque de le devancer, c'est le président par intérim Poher qui accède au second tour face à l'ex-Premier ministre Pompidou. Alors que Duclos refuse d'appeler à voter au second tour pour « bonnet blanc ou blanc bonnet », Pompidou est finalement largement élu.
Dans la Corrèze, Georges Pompidou arrive en tête du premier tour avec 43,88 % des exprimés, suivi de Jacques Duclos (31,72 %), Alain Poher (15,69 %), Gaston Defferre (4,36 %) et Michel Rocard (2,66 %). Au second tour, les électeurs ont voté à 64,43 % pour Georges Pompidou contre 35,57 % pour Alain Poher avec un taux de participation de 71,73 % des inscrits.
|                | UDR            | Georges Pompidou | 56 695  | 43,88 %    | 64 920  | 64,43 %    |  |  |
|                | PC             | Jacques Duclos   | 40 979  | 31,72 %    |         |            |  |  |
|                | CD             | Alain Poher      | 20 273  | 15,69 %    | 35 846  | 35,57 %    |  |  |
|                | SFIO           | Gaston Defferre  | 5 628   | 4,36 %     |         |            |  |  |
|                | PSU            | Michel Rocard    | 3 441   | 2,66 %     |         |            |  |  |
|                | LC             | Alain Krivine    | 1 111   | 0,86 %     |         |            |  |  |
|                | SE             | Louis Ducatel    | 1 070   | 0,83 %     |         |            |  |  |
|                |                |                  |         |            |         |            |  |  |
|                |                |                  | Nombre  | % inscrits | Nombre  | % inscrits |  |  |
| Inscrits       | Inscrits       | Inscrits         | 161 858 |            | 161 737 |            |  |  |
| Abstentions    | Abstentions    | Abstentions      | 31 214  | 19,28 %    | 45 722  | 28,27 %    |  |  |
| Votants        | Votants        | Votants          | 130 644 | 80,72 %    | 116 015 | 71,73 %    |  |  |
|                |                |                  |         |            |         |            |  |  |
|                |                |                  |         | % votants  |         | % votants  |  |  |
| Blancs ou nuls | Blancs ou nuls | Blancs ou nuls   | 1 447   | 1,11 %     | 15 249  | 13,14 %    |  |  |
| Exprimés       | Exprimés       | Exprimés         | 129 197 | 98,89 %    | 100 766 | 86,86 %    |  |  |

### 1965
L'élection présidentielle de 1965 est la première élection au suffrage universel direct à la suite du référendum d'octobre 1962. De Gaulle est mis en ballottage, à la surprise générale, par Mitterrand, candidat unique de la gauche. La campagne du second tour est axée sur l'Europe et les relations internationales ainsi que sur l'armement nucléaire. De Gaulle est finalement réélu avec une large avance.
Dans la Corrèze, François Mitterrand arrive en tête du premier tour avec 44,83 % des exprimés, suivi de Charles de Gaulle (39,48 %), Jean Lecanuet (9,4 %), Jean-Louis Tixier-Vignancour (3,59 %) et Pierre Marcilhacy (1,77 %). Au second tour, les électeurs ont voté à 54,45 % pour François Mitterrand contre 45,55 % pour Charles de Gaulle avec un taux de participation de 84,78 % des inscrits.
|                | CIR            | François Mitterrand          | 60 187  | 44,83 %    | 73 448  | 54,45 %    |  |  |
|                | UNR            | Charles de Gaulle            | 53 010  | 39,48 %    | 61 445  | 45,55 %    |  |  |
|                | MRP            | Jean Lecanuet                | 12 621  | 9,4 %      |         |            |  |  |
|                | SE             | Jean-Louis Tixier-Vignancour | 4 822   | 3,59 %     |         |            |  |  |
|                | PLE            | Pierre Marcilhacy            | 2 377   | 1,77 %     |         |            |  |  |
|                | SE             | Marcel Barbu                 | 1 238   | 0,92 %     |         |            |  |  |
|                |                |                              |         |            |         |            |  |  |
|                |                |                              | Nombre  | % inscrits | Nombre  | % inscrits |  |  |
| Inscrits       | Inscrits       | Inscrits                     | 161 901 |            | 161 834 |            |  |  |
| Abstentions    | Abstentions    | Abstentions                  | 26 531  | 16,39 %    | 24 625  | 15,22 %    |  |  |
| Votants        | Votants        | Votants                      | 135 370 | 83,61 %    | 137 209 | 84,78 %    |  |  |
|                |                |                              |         |            |         |            |  |  |
|                |                |                              |         | % votants  |         | % votants  |  |  |
| Blancs ou nuls | Blancs ou nuls | Blancs ou nuls               | 1 115   | 0,82 %     | 2 316   | 1,69 %     |  |  |
| Exprimés       | Exprimés       | Exprimés                     | 134 255 | 99,18 %    | 134 893 | 98,31 %    |  |  |